# Eric Hinske
Eric Scott Hinske (nacido el 5 de agosto de 1977) es un entrenador de béisbol profesional estadounidense, jardinero retirado y primera base retirado. Actualmente es el entrenador asistente de bateo de los Diamondbacks de Arizona. Hinske jugó en las Grandes Ligas de 2002 a 2013 con los Toronto Blue Jays, Boston Red Sox, Tampa Bay Rays, Pittsburgh Pirates, New York Yankees, Atlanta Braves y Arizona Diamondbacks en tercera base, primera base, jardín izquierdo y jardín derecho. Ganó el premio al Novato del Año de la Liga Americana en 2002 con los Blue Jays. También ha sido entrenador de los Chicago Cubs y Los Angeles Angels.

## Carrera de juego

### Carrera temprana
Nacido en Menasha, Wisconsin, Hinske jugó para Menasha High School, donde batió muchos récords de bateo, además de jugar al fútbol americano como corredor. Después de graduarse en 1995, pasó a jugar para la Universidad de Arkansas . En 1997, jugó béisbol universitario de verano para los Mets de Hyannis de la Liga de Béisbol de Cape Cod.
Hinske fue seleccionado por los Cachorros de Chicago en la 17a ronda del draft amateur de 1998 y fue canjeado a los Atléticos de Oakland por Miguel Cairo en marzo de 2001.

### Toronto Blue Jays
El 7 de diciembre de 2001, el gerente general de los Toronto Blue Jays, JP Ricciardi, adquirió a Hinske y al relevista Justin Miller de los Atléticos por Billy Koch, un movimiento hecho para traer juventud y vitalidad al equipo.
Hinske se insertó en la alineación diaria en 2002, jugando en la tercera base, y fue un contribuyente clave para el equipo, bateando predominantemente en el segundo lugar de la alineación. Aunque fue criticado inicialmente por su defensa a veces mala, Hinske compensó sus errores con su bate, haciendo 24 cuadrangulares, golpeando 84 carreras, y anotando 99 carreras. Es uno de los tres novatos en la historia de los Azulejos en conectar 21 o más jonrones, junto con JP Arencibia (23 en 2011) y Rowdy Tellez (21 en 2019). También lideró a todos los antesalistas de la Liga Americana en errores, con 22. Recibió un amplio reconocimiento, ganando el Novato del año de las Grandes Ligas de Béisbol y el Novato del año de The Sporting News. Mientras jugaba con los Azulejos, Bushnell publicó un anuncio en The Globe and Mail que decía que Eric Hinske comerá pescado esta noche mientras los Azulejos jugaban contra los Florida Marlins. Este anuncio le dio a Hinske el apodo de "El gran pez".[cita requerida]
Después de la exitosa campaña de Hinske en 2002, Ricciardi lo firmó con un contrato de cinco años y $ 14,750,000 en marzo de 2003. Hinske se desplomó durante la primera parte de la temporada 2003 antes de que finalmente le diagnosticaran un hueso ganchoso roto en la mano derecha, después de haber jugado el comienzo de la temporada con la fractura. Como resultado, no pudo igualar sus números del año anterior, terminando con un promedio de .243, 12 jonrones y 63 carreras impulsadas, Hinske terminó quinto en la Liga Americana con 45 dobles.
Hinske aún no pudo regresar a su forma de novato en 2004, terminando el año con un promedio de bateo de .248, con 15 jonrones y 69 carreras impulsadas . Una nota positiva para Hinske fue que había cometido 7 errores, el mínimo de su carrera, en la tercera base, y lideró a todos los tercera base en porcentaje de fildeo, con una marca de .978.
Después de la temporada 2004, los Azulejos adquirieron a Corey Koskie y Shea Hillenbrand, ambos tercera base, y Hinske fue trasladado a la primera base para la temporada 2005. Comenzó con fuerza en 2005 con dos jonrones y 13 carreras impulsadas en sus primeros ocho juegos. Hinske terminó abril con cuatro jonrones y 17 carreras impulsadas, con un promedio de .289 y un porcentaje de slugging de .482. Terminó la temporada 2005 con un promedio de .262, 15 jonrones y 68 carreras impulsadas, y un porcentaje de slugging de .430.
Con las adquisiciones de Lyle Overbay y Troy Glaus por Toronto en la temporada baja de 2005, había poco espacio para Hinske como jugador de cuadro de esquina, y fue trasladado una vez más al jardín derecho en un pelotón con Alex Ríos para la temporada 2006. Ríos ganó el puesto después de tener un abril sólido.
Aunque la posición principal de Hinske en el 2006 era el jardín derecho, también había tenido algún servicio en la primera y tercera base, debido a las lesiones sufridas por sus compañeros de equipo durante el juego o por motivos de emergente.
El 27 de junio de 2006, Ríos fue colocado en la lista de lesionados de 15 días con una infección por estafilococos que sufrió después de hacer una falta con un balón en su pierna, despejando así el camino para que Hinske viera la acción regular del juego. Además de la lesión de Ríos, la tormentosa salida de Hillenbrand del equipo en julio brindó aún más oportunidades para aumentar el tiempo de juego.
Hinske también es citado en una columna del 25 de julio de 2006 en el sitio web oficial de los Azulejos, criticando al difunto Hillenbrand, quien fue designado para asignación por, entre otras cosas, quejarse de su falta de tiempo de juego:

Simplemente tomé el enfoque de tratar de ser profesional, controlar tu ego en la puerta todos los días. Creo que todos vimos eso con Shea Hillenbrand. Puede ser contraproducente hablar y no ser un tipo de "equipo".
Erik Hinske

### Medias Rojas de Boston

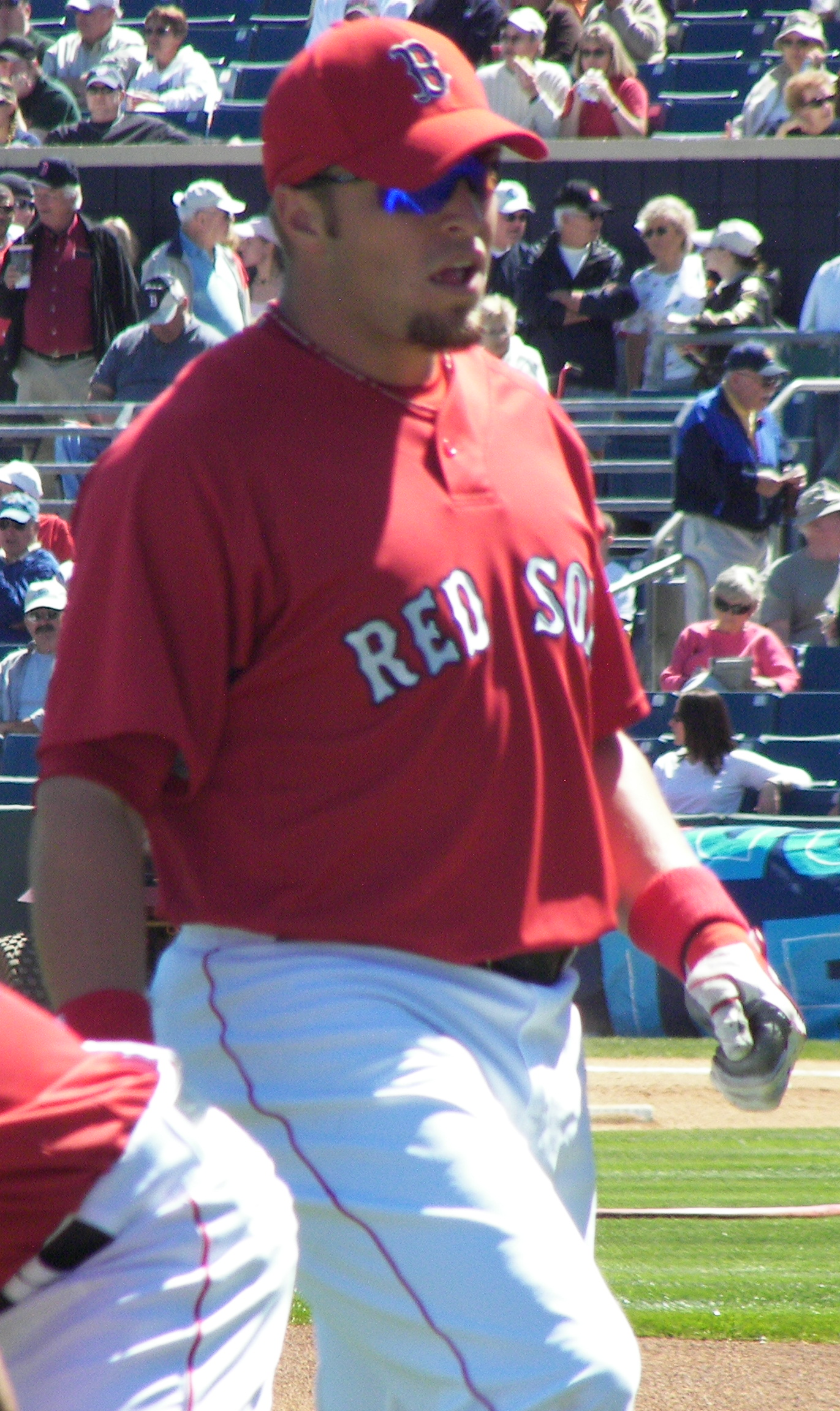
Hinske durante su mandato con los Boston Red Sox en la primavera de 2007.

El 17 de agosto de 2006, Hinske fue cambiado a los Medias Rojas de Boston por un jugador de ligas menores que se nombrará más tarde y por consideraciones de efectivo. Su versatilidad ayudó a los Medias Rojas, ya que estuvieron plagados de lesiones en la segunda mitad de la temporada. Terminó la temporada con una racha de hits de 10 juegos.
El 17 de mayo de 2007, Hinske tuvo lo que podría ser el punto culminante de su carrera. En la quinta entrada de un juego contra los Tigres, una pelota fue golpeada al jardín derecho (donde estaba jugando Hinske) y parecía que la pelota estaba fuera de su alcance. Pero hizo una captura de buceo de cuerpo completo, mientras también clavaba la cara en el suelo por el impacto después de realizar la captura. Según el analista de color de los Medias Rojas, Jerry Remy, Dios, esa es una de las mejores capturas que verás en toda la temporada (la temporada 2007.) No pensé que llegaría a esto". Más tarde, en la parte baja de la séptima entrada, conectó un jonrón hacia el bullpen de los Medias Rojas. Hinske bateó por debajo de las normas de su carrera con un promedio de bateo de .204 y un OPS de .733 en 115 juegos en los que apareció con los Medias Rojas, pero recibió su primer anillo de Serie Mundial con ellos en 2007.

### Tampa Bay Rays

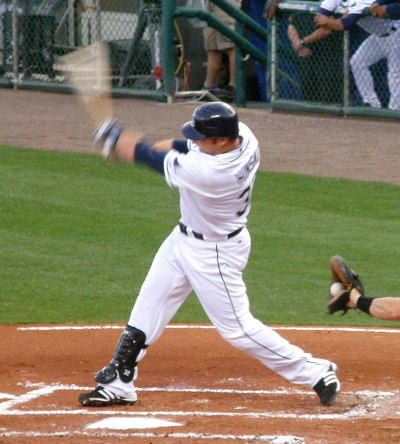
Hinske bateando para los Rays de Tampa Bay el 24 de abril de 2008.

El 6 de febrero de 2008, Hinske firmó un contrato de ligas menores con una invitación a los entrenamientos de primavera con los Tampa Bay Rays. Fue agregado a la lista de 40 hombres de las Grandes Ligas el 29 de marzo, y fue el jardinero derecho del día inaugural de los Rays. En su debut con los Rays, Hinske conectó un cuadrangular al jardín derecho frente al abridor de Baltimore Jeremy Guthrie . El 29 de julio, Hinske conectó el jonrón número 100 de su carrera ante su excompañero de equipo de los Toronto Blue Jays, Roy Halladay. Hubo controversia sobre si fue o no un jonrón dentro del parque. Más tarde se dictaminó oficialmente como un jonrón tradicional, después de que se pensara que golpeó un toldo en el jardín central. En el último día de la temporada regular, Hinske conectó su vigésimo jonrón, impulsó su sexagésima carrera y robó su décima base del año. Fue la primera vez que conectó veinte jonrones desde su año de novato de 2002, y la primera vez que había robado diez bases o más desde la temporada 2004.
Antes del juego 4 de la Serie Mundial, Hinske fue agregado al roster de los Rays, reemplazando al lesionado Cliff Floyd. En la quinta entrada del Juego 4, Hinske conectó un cuadrangular estimado de 410 pies como emergente al jardín central frente al abridor de Filadelfia Joe Blanton.
En el Juego 5 de la Serie Mundial de 2008 contra los Filis de Filadelfia, Hinske fue el último bateador ponchado por Brad Lidge antes de que los Rays perdieran la serie.

### Piratas de Pittsburgh

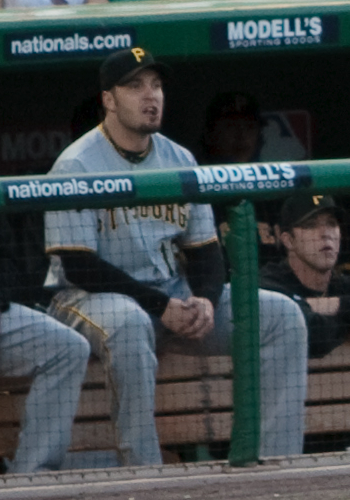
Hinske con los Piratas de Pittsburgh en 2009.

El 30 de enero de 2009, Hinske firmó un contrato de un año con los Piratas de Pittsburgh por el valor de 1,5 millones de dólares. Jugó 54 juegos para el equipo que bateó .255 mientras conducía en 11 carreras.

### Yankees de Nueva York
En julio, Hinske pasó de los Piratas a los Yankees de Nueva York a cambio de Eric Fryer y Casey Erickson. Con Nueva York bateó .226 con 7 jonrones en 84 turnos al bate sobre 39 juegos. Hinske fue incluido en la lista de postemporada de los Yankees para la primera ronda de la Serie Divisional de la Liga Americana de 2009 y para la Serie Mundial. Esto marcó su tercera aparición consecutiva en la Serie Mundial con su tercer equipo diferente, todos del Este de la Liga Americana. Además, la victoria de los Yankees le dio su segundo anillo de Serie Mundial.

### Bravos de Atlanta

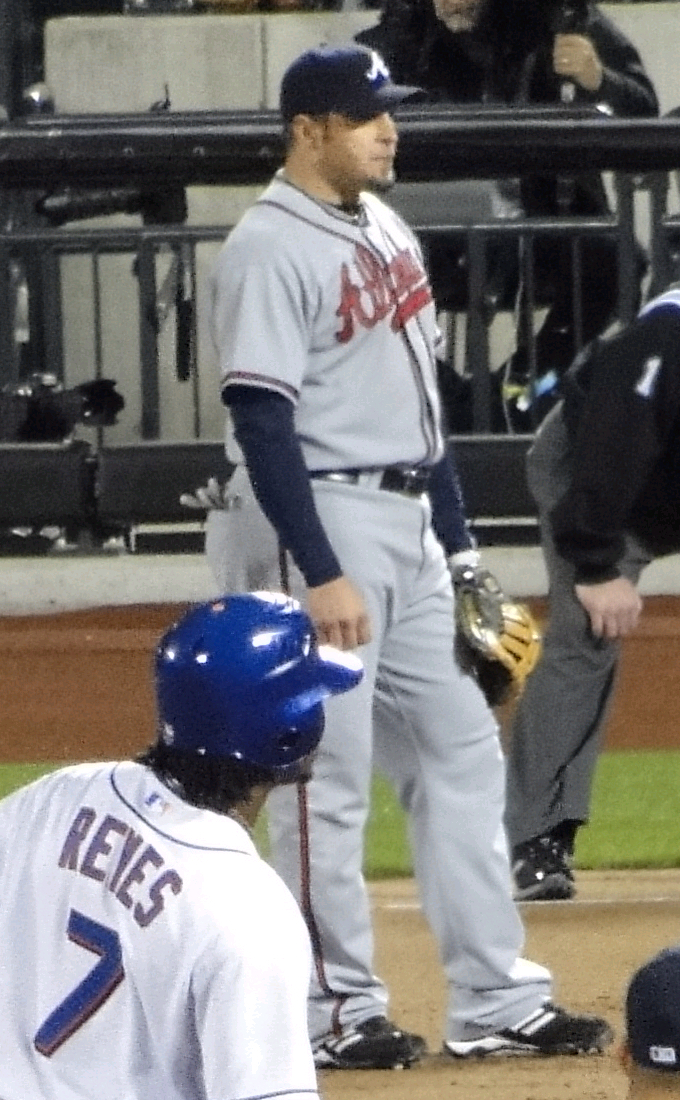
Hinske durante su mandato con los Bravos de Atlanta

El 5 de enero de 2010, se informó que Hinske firmó un contrato de un año por el valor de $ 1.5 millones de dólares con los Bravos de Atlanta. En su primer turno al bate de los Bravos, bateó un triple. Conectó su primer jonrón como Brave el 16 de mayo de 2010. Durante la temporada, apareció en 131 juegos, bateando .256 con 11 jonrones. Volvió a llegar a la postemporada por cuarto año consecutivo y conectó un dramático jonrón de dos carreras en la octava entrada del tercer juego de la NLDS contra los Gigantes de San Francisco, pero los Bravos finalmente perdieron ese juego y fueron eliminados en el juego cuatro. El 2 de diciembre de 2010, los Bravos de Atlanta firmaron a Hinske por un año con una opción para 2012.
Hinske se ganó el apodo de "Gran daño" durante la primera parte de la temporada 2011 por sus dramáticos jonrones y su imprudente abandono en su fildeo. También es llamado ocasionalmente "Big Diésel" por los locutores de los Bravos. El 3 de junio de 2011, Hinske conectó un jonrón solitario de ventaja ante el cerrador de los Mets, Francisco Rodríguez, para ayudar a los Bravos a ganar 6-3.
El 11 de mayo de 2012, Hinske fue expulsado por el árbitro Mike Muchlinski después de que Muchlinski dictaminara que Hinske no había revisado su swing y había acabado sus strikes.

### Diamondbacks de Arizona
Según un informe del 4 de diciembre de 2012, Hinske firmó un contrato de 1 año con los Diamondbacks de Arizona. Después de pasar un examen físico, el contrato se hizo oficial el 6 de diciembre de 2012. El 14 de junio de 2013, Hinske fue suspendido por 5 juegos por una acción agresiva durante un juego de Diamondbacks / Dodgers el 11 de junio, su suspensión se redujo más tarde a un solo juego. Fue designado para asignación el 28 de junio de 2013.

## Escultismo y coaching
Después de la temporada 2013, Hinske se reincorporó a los Yankees, esta vez como cazatalentos. Ayudó a convencer a Brian McCann de firmar con los Yankees. Después de un mes como cazatalentos de los Yankees, Hinske fue contratado por los Cachorros de Chicago para ser su entrenador de primera base el 3 de diciembre de 2013. El 9 de octubre de 2014 asumió el cargo de asistente de entrenador de bateo dentro de la misma organización. En 2016, Hinske ganó su tercer anillo de la Serie Mundial cuando los Cachorros derrotaron a los Indios en la Serie Mundial de 2016 en siete juegos. Fue contratado por los Angelinos de los Ángeles el 23 de octubre de 2017 para ser su entrenador de bateo. Después de una temporada, fue reemplazado por Jeremy Reed.

## Vida personal
Hinske se crio en Menasha, Wisconsin. Asistió a Menasha High School y jugó béisbol, baloncesto y fútbol para los Menasha Blue Jays, y participó en los tres deportes. Hinske y su esposa Kathryn tienen dos hijas, Ava, que nació el 8 de agosto de 2007, Dylan que nació el 9 de febrero de 2010 y un hijo, Aiden Jase (AJ) nacido el 31 de octubre de 2013.
A Hinske le gusta escuchar música metal, y su canción de acompañamiento fue "Walk" de Pantera. Hinske tiene un gran conjunto de tatuajes que incorporan iconografía japonesa que cubren por completo su espalda.